# Zweipunktiger Fallkäfer
Der Zweipunktige Fallkäfer oder Zweigepunktete Fallkäfer, (Cryptocephalus bipunctatus) ist ein Käfer aus der Familie der Blattkäfer und der Unterfamilie Fallkäfer. Der Gattungsname „Cryptocephalus“ bedeutet „versteckter Kopf“ (von altgr.: κρυπτός, kryptós, „verborgen“ und κεφαλή kefali „Kopf“) und bezieht sich darauf, dass der Kopf teilweise in den Halsschild eingezogen ist. Der Artname „bipunctatus“ (lat.) bedeutet „zweipunktig“ und bezieht sich auf die schwarzen Punkte oder Flecken auf den roten Flügeldecken. Eine sprachliche Verwechslung des Zweipunktigen Fallkäfer (Cryptocephalus bipunctatus) mit dem Zweifleckigen Fallkäfer (Cryptocephalus biguttatus) liegt nahe, es handelt sich jedoch um zwei verschiedene Arten.
In ganz Europa tritt die Art als Unterart Cryptocephalus bipunctatus bipunctatus auf.

## Merkmale des Käfers
Der Käfer hat eine Körperlänge von vier bis sechs Millimetern. Sein Körper ist lackiert glänzend und hat eine gedrungen zylindrische Form. Kopf, Halsschild und Beine sind schwarz, die Farbe der Flügeldecken ist rot mit sehr variabel ausgedehnten schwarzen Flecken.
Der Kopf ist bis zu den Augen in den Halsschild eingezogen und von oben kaum sichtbar, nur der untere Kopfteil ist frei. Die Facettenauge sind nierenförmig, die Einbuchtung liegt vorn über der Mitte (Abb. 1). Die dünnen fadenförmigen Fühler bestehen aus elf Gliedern und erreichen etwa Körperlänge. Sie sind voneinander entfernt zwischen den Facettenauge nahe den Augenrändern vorn unten eingelenkt (Abb. 1). Das erste Fühlerglied ist groß, das zweite bis fünfte schmal und zunehmend gestreckt, die folgenden sind etwa gleich lang wie das fünfte, aber robuster und andeutungsweise gesägt. Die Mandibeln enden in zwei Zähnen. Die Lippentaster sind viergliedrig und enden abgestutzt.
Der Halsschild verbreitert sich nach hinten und ist an der Basis am breitesten. Die Basis ist vor jeder Flügeldecke einwärts gebogen, vor dem Schildchen wenig ausgebuchtet (insgesamt doppelbuchtig). An der Kante ist die Basis dicht gezähnelt (Abb. 2).
Die Flügeldecken sind in der Grundfarbe lebhaft orangerot. Entsprechend dem Namen der Art hat jede Flügeldecke zwei Flecke, einen kleineren im Bereich der Schulter und einen größeren in der hinteren Hälfte der Flügeldecke. Das Aberrationsspektrum reicht jedoch von nur zwei Flecken im Schulterbereich oder nur zwei Flecken in der hinteren Hälfte über langgestreckte Streifen, die auch die Schulterflecken miteinbeziehen können, bis zu schwarzen Flügeldecken, bei denen lediglich am Flügelende noch je ein kleiner roter Fleck von der Grundfarbe übriggeblieben ist. Dadurch besteht Verwechslungsgefahr dunklen Formen von Cryptocephalus biguttatus. Bei letzterem ist jedoch der Apikalmakel schräg, beim zweipunktigen Fallkäfer dagegen eher senkrecht zur Körperachse. Die Epipleuren der Flügeldecken sind immer schwarz. Die Punktreihen sind regelmäßig. Das dreieckige schwarze Schildchen ist deutlich sichtbar. Die Flügeldecken sind am Ende einzeln abgerundet.
Die Hüften Vorderhüften sind durch einen Fortsatz der Vorderbrust weit voneinander getrennt. Die Tarsen sind alle viergliedrig, allerdings kann eine Verdickung am Klauenglied als rudimentäres weiteres Tarsenglied (mit der Nummer 4) interpretiert werden.

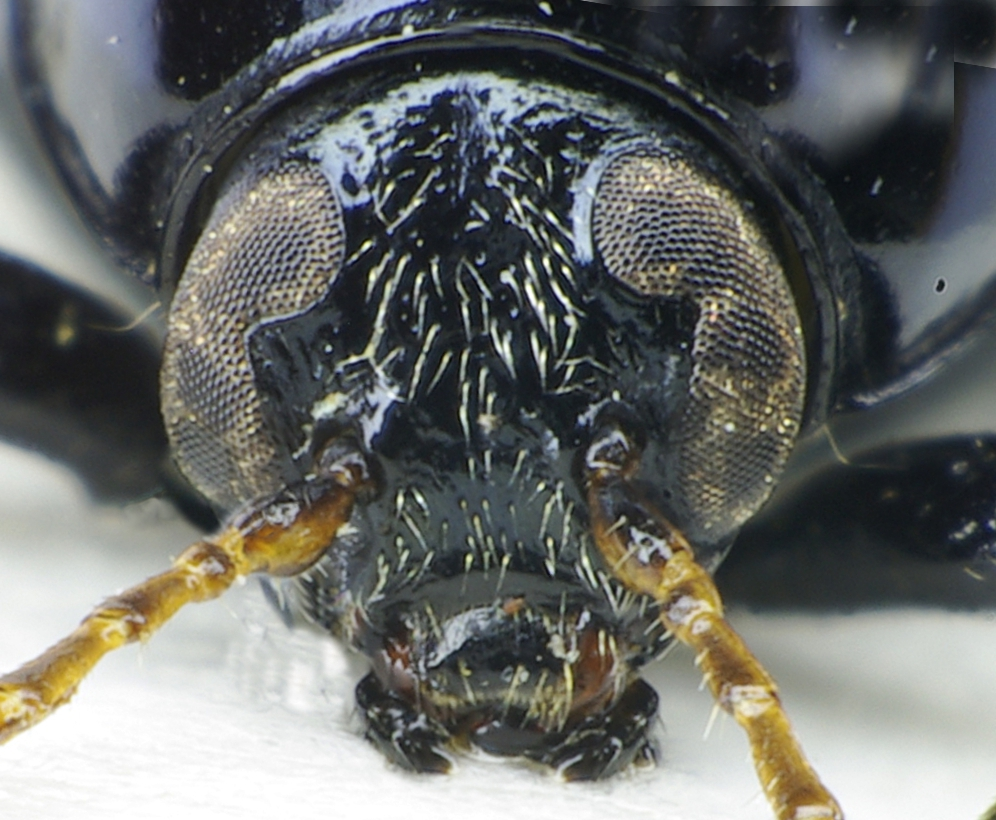
Abb. 1: Kopf

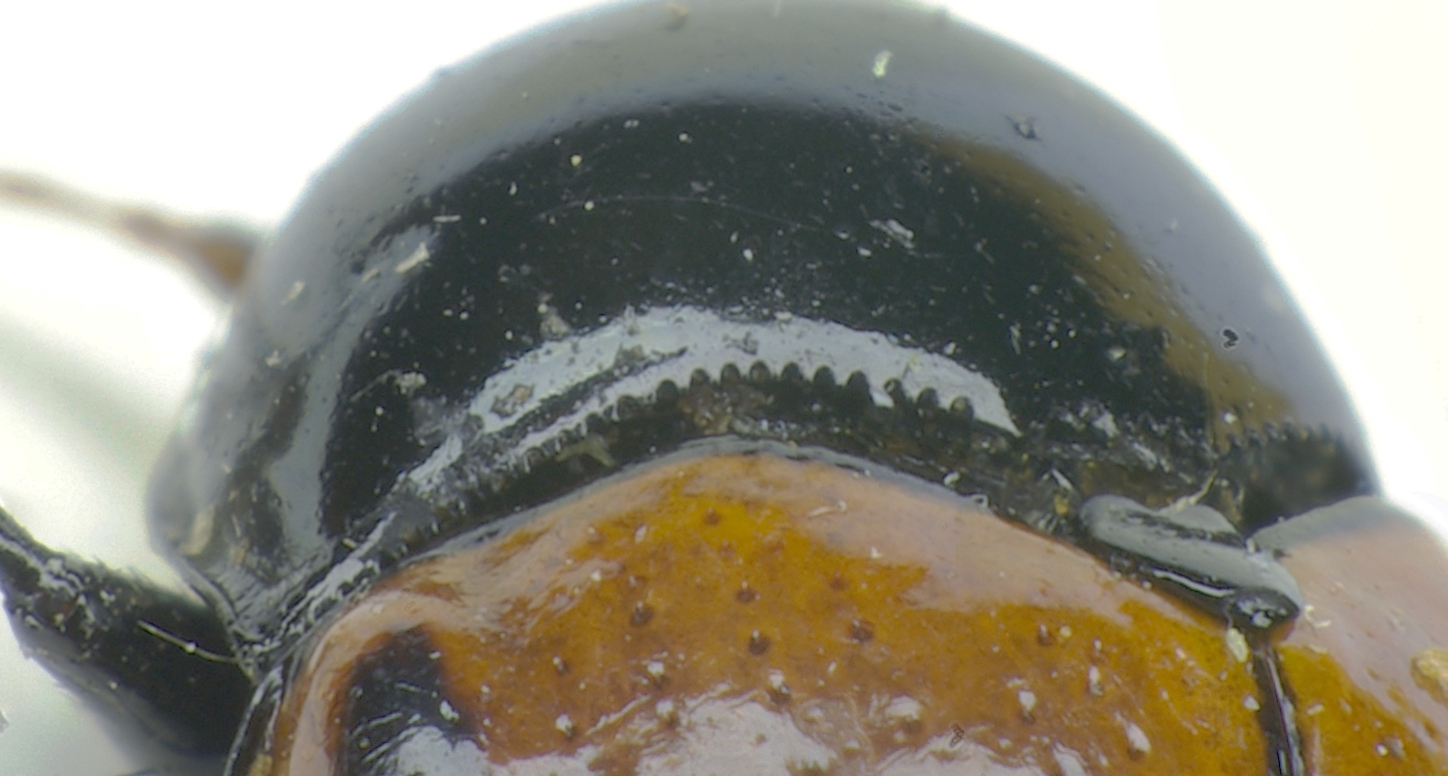
Abb. 2: Hinterkante des Halsschilds
von schräg hinten, rechts Schildchen

## Biologie
Man findet den adulten Käfer von Mai bis Juni, vornehmlich auf Hasel-, Weiden- und Backenkleearten.

## Verbreitung
Das Verbreitungsareal von Cryptocephalus bipunctatus bipunctatus erstreckt sich über das gesamte Europa und dehnt sich bis in die östliche Paläarktis aus. Außerdem ist die Unterart in Nordafrika anzutreffen.